# Stiftsruine Bad Hersfeld

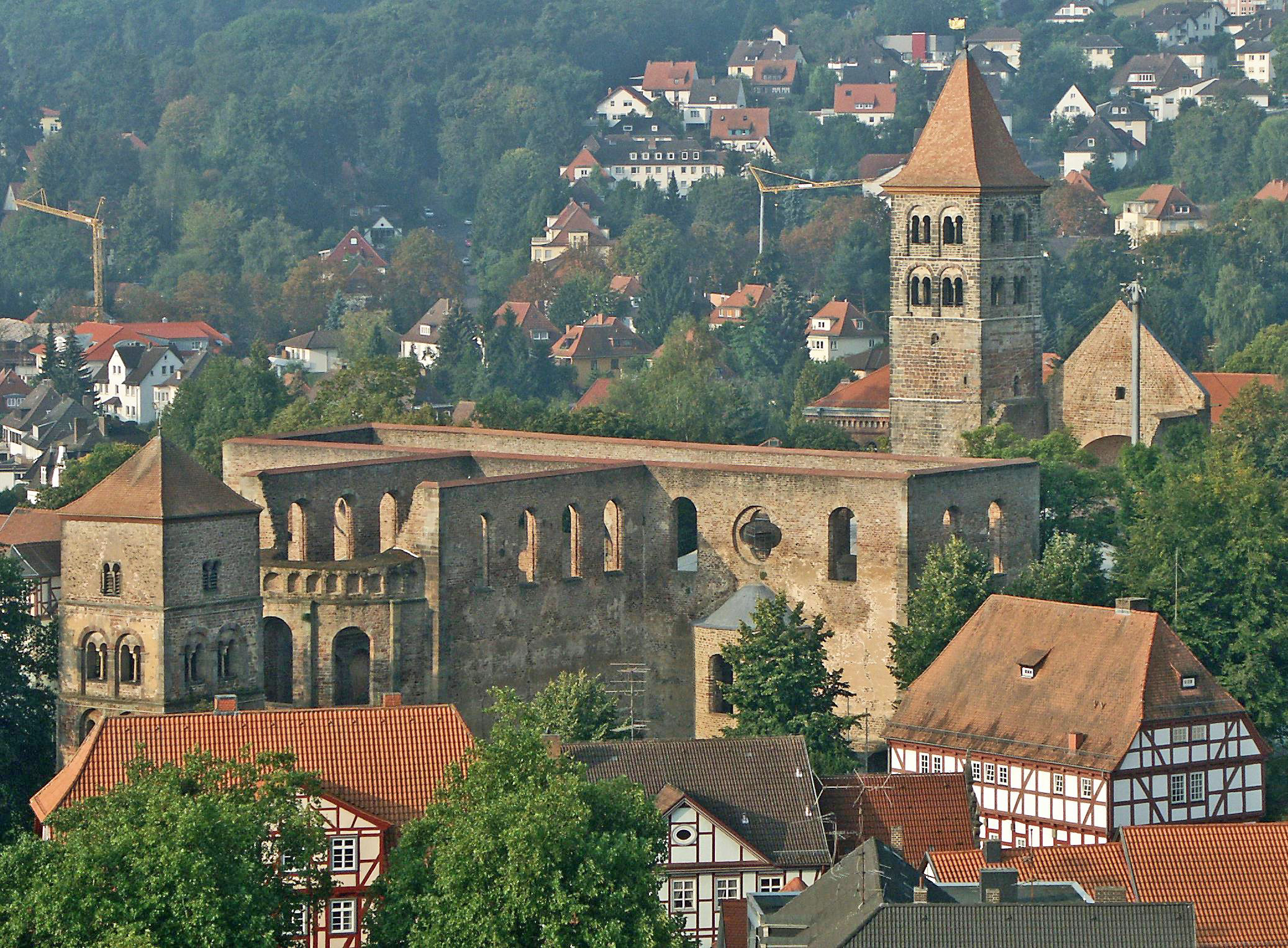
Die Stiftsruine von oben. Von links nach rechts zu sehen: Katharinenturm, Apsis und Hochchor im Osten, Querschiff, Glockenturm auf der Westseite. Das Langhaus ist vom höheren Querschiff verdeckt.

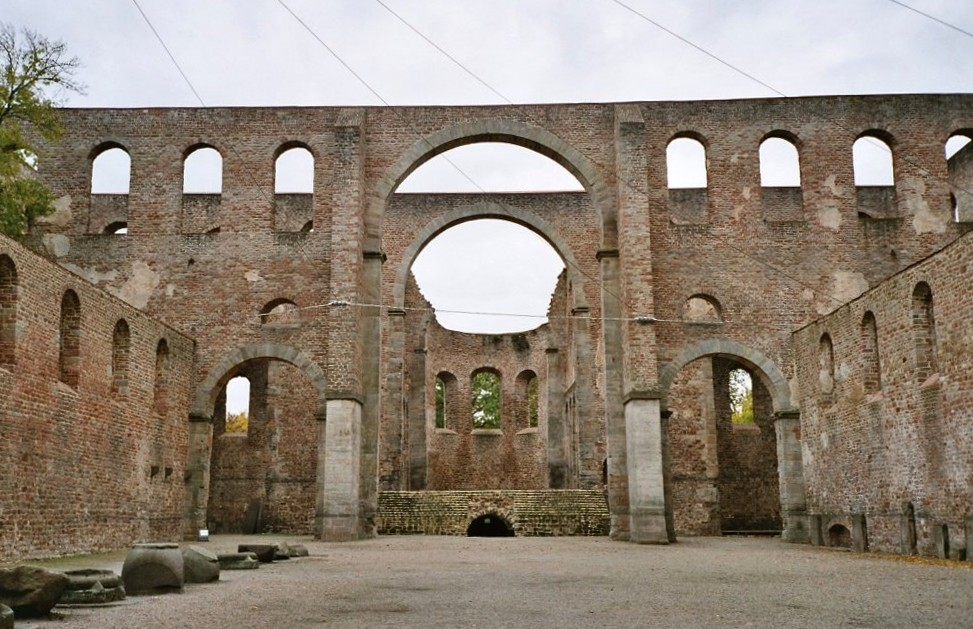
Das Innere der Kirche (Blick nach Osten)

Die Stiftsruine in Bad Hersfeld ist die Ruine der Abteikirche, häufig genannt Stiftskirche, der ehemaligen Abtei Hersfeld in Bad Hersfeld. Sie gilt als eine der größten romanischen Basiliken nördlich der Alpen und ist heute die größte romanische Kirchenruine der Welt. Die Stiftskirche und die meisten Klostergebäude wurden 1761 im Siebenjährigen Krieg zerstört.

## Baugeschichte

### Bauten im frühen Mittelalter
Die spätere Stiftskirche entstand aus einer Einsiedelei, die 736 von Sturmius gegründet wurde. Zwischen 769 und 775 machte Bischof Lullus von Mainz aus der Einsiedelei ein Benediktinerkloster. Gleichzeitig wurde statt der älteren Kapelle eine größere Kirche gebaut, die den Heiligen Simon der Zelot und Judas Thaddäus geweiht wurde. Im Jahre 780 wurden die Gebeine des heiligen Wigbert von Büraburg bei Fritzlar nach Hersfeld gebracht. Die Fundamente dieser zwei Kirchenbauten wurden bei Ausgrabungen (von Joseph Vonderau im Jahre 1921 und 1922) im südlichen Querhausflügel der heutigen Stiftsruine gefunden.
Das Grab und die Gebeine von Lullus sind verschollen. Die Gebeine von Wigbert wurden nachweislich 1252 wieder aufgefunden, sind aber seither auch verschollen.
Abt Bun begann 831 mit dem Bau einer Klosterkirche. Diese karolingische Basilika wurde unter Abt Brunwart II. 850 beendet und im gleichen Jahr von Mainzer Erzbischof Rabanus Maurus geweiht. Der Hauptpatron dieser Kirche wurde Wigbert. Hier liegt auch der Ursprung des Lullusfestes, das noch heute gefeiert wird.

### Romanischer Neubau

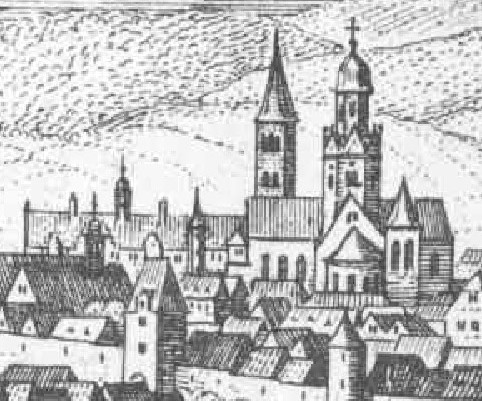
Stiftskirche um 1600. Kupferstich von Matthäus Merian, der eine Federzeichnung von Wilhelm Dilich zur Vorlage hatte.

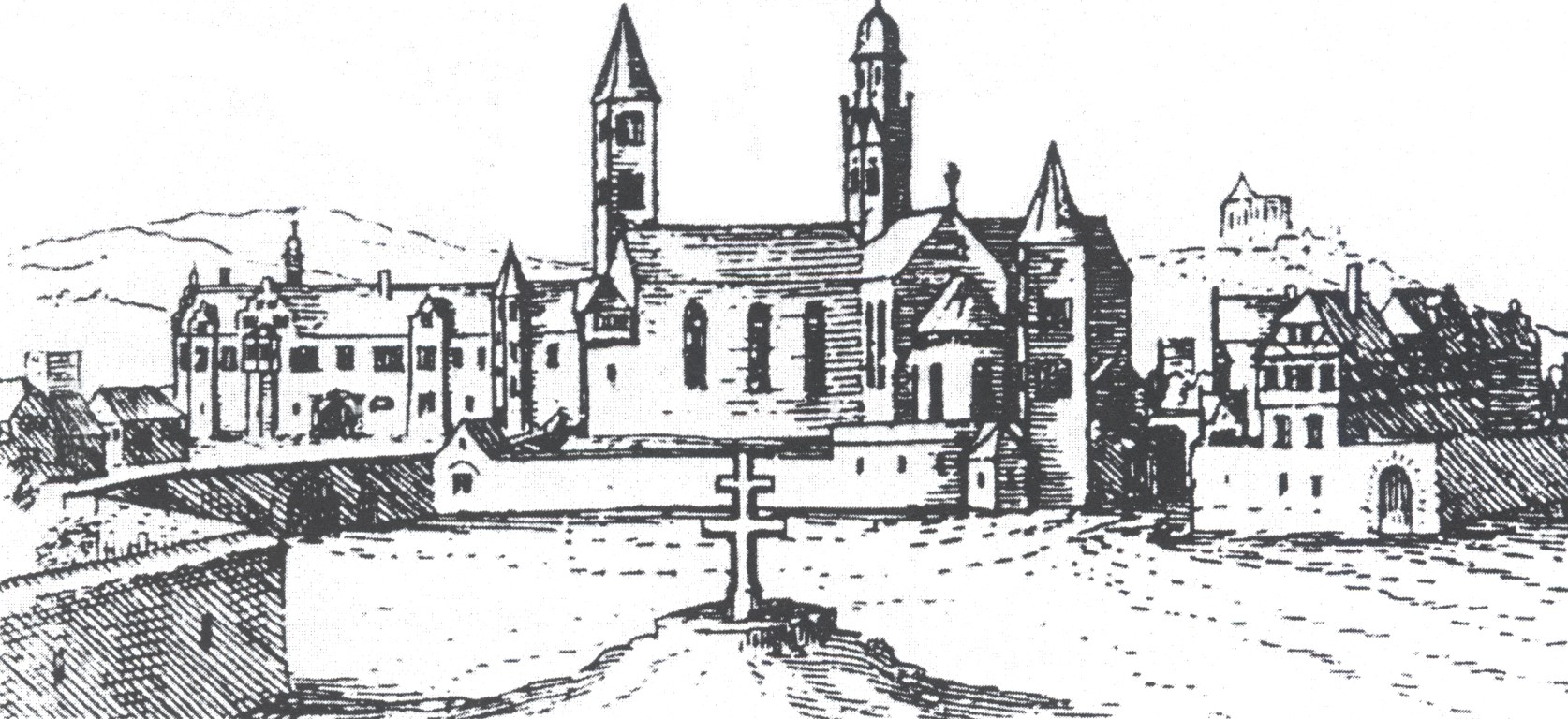
Älteste Ansicht des Stiftbezirks aus dem Jahr 1605 von Wilhelm Dilich

Nach dem großen Brand von 1038 begann der romanische Neubau, der abgesehen vom Langchor und vom Westbau dem karolingischen Grundriss folgte. Die Weihe von Chor und Krypta erfolgte 1040 in Anwesenheit von König Heinrich III. Um 1040 wurden die Hauptreliquien der vormaligen karolingischen Stiftskirche, die Reliquien der Apostel Simon der Zelot und Judas Thaddäus, vom Abt an Kaiser Heinrich III. für die Gründung des Kollegiatstiftes Goslar verschenkt. Die Hauptweihe der neuen Kirche fand in Anwesenheit von König Konrad III. im Jahre 1144 statt.
Der Sandstein für alle Kirchenbauten stammte hauptsächlich aus dem Steinbruch in Cornberg. Es ist zudem wahrscheinlich, dass das Naturdenkmal „Lange Steine“ in der Gemeinde Haunetal ebenfalls ein alter Steinbruch war, aus dem Sandstein für das Kloster kam. Die langen Steine könnten für Säulen der Stiftskirche aus dem Fels gebrochen worden sein.
Die romanische Abtei- und Stiftskirche bestand ohne wesentliche Veränderungen bis zu ihrer Zerstörung. Sie wurde allerdings als katholisches Kirchenhaus im Jahr 1525 aufgegeben.

### Zerstörung
Im Siebenjährigen Krieg besetzten französische Truppen unter Marschall Victor-François de Broglie Hersfeld. Er nutzte die Räumlichkeiten der nicht mehr genutzten Klostergebäude und der Stiftskirche als Vorrats- und Verpflegungslager. Als 1761 Truppen unter Herzog Ferdinand von Braunschweig, die mit Preußen verbündet waren, schnell gegen Hersfeld vorrückten, konnten die Franzosen ihre Stellung in der Stadt nicht mehr halten. Um zu verhindern, dass die Vorräte dem Feind in die Hände fielen, wurden diese angezündet. Am 19. Februar 1761 brannte daher die Stiftskirche und umliegende Abteigebäude ab. Der Turm über der Vierung mit der kupfer-vergoldeten Hand, die angeblich noch von Karl dem Großen stammte, und das Dach der Kirche stürzten unter anderem durch Mehlstaubexplosionen ein. Noch ein halbes Jahr später schlugen Flammen aus den Schuttbergen. Lediglich der Ostflügel des romanischen Klostergevierts ist erhalten geblieben. In diesem ist heute das Museum untergebracht.
Die Ruine diente den Hersfeldern bis in das 19. Jahrhundert hinein als Steinbruch.

### Erhaltungsmaßnahmen im 19. Jahrhundert
Leonhard Müller (1799–1878), Kurfürstlich-Hessischer Landbaumeister, unternahm ab 1828 erste Maßnahmen zur Erhaltung der Stiftsruine. Er verwendete Mittel, die eigentlich zum Abriss bestimmt waren, für die Instandsetzung des Mauerwerkes und die Freilegung der Krypta. Die Südwestecke des Katharinenturmes stürzte am 26. März 1895 ein. Auch hier zog man einen Abriss in Betracht, mauerte dann aber die eingestürzten Bereiche im folgenden Jahr wieder auf.

## Die Gebäude

### Romanische Basilika

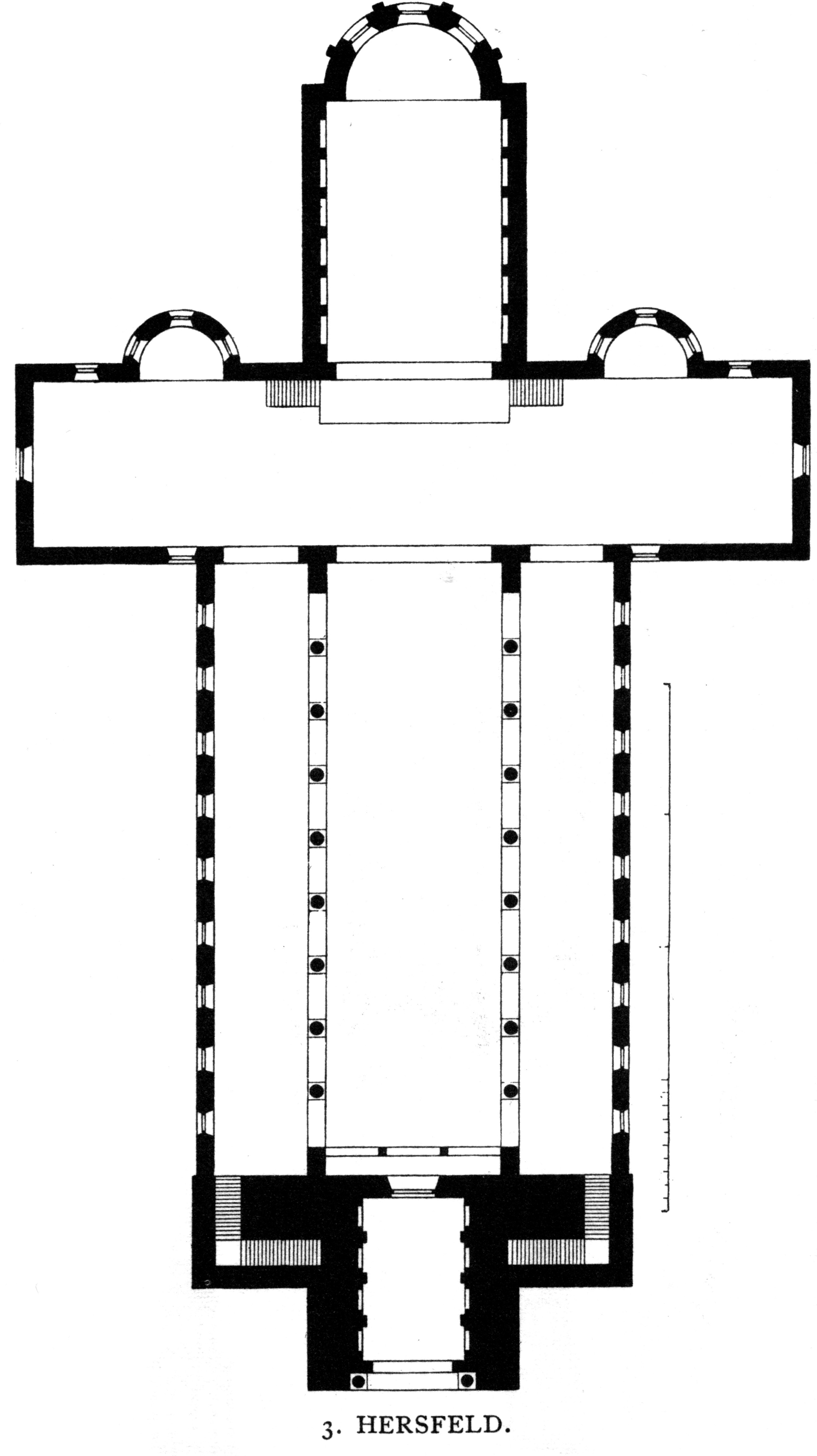
Grundriss der Kirche (unten ist Westen)

Die Kirche ist vom Haupteingang im Westen bis zum Ende des Langchors im Osten 102,8 m lang. Die Kirche bedeckte eine Fläche von über 3000 m2; sie war damit eine der größten romanischen Basiliken nördlich der Alpen und ist heute die größte romanische Kirchenruine der Welt.
Über dem Haupteingang im Westchor (Laienchor) öffnet sich noch heute die Apsis in voller Höhe und Breite. Auf beiden Seiten des Westwerks befanden sich zwei Glockentürme, von denen nur noch der südliche erhalten ist.
Das Langhaus ist 46,8 m lang und 29 m breit. Es hatte an beiden Seitenwänden ein Seitenschiff. Diese sind zusammen mit der ganzen Dachkonstruktion zerstört. Lediglich eine Reihe mit über einen Meter breiten Würfelkapitellen bezeichnet die Nordreihe der Säulen, die das Haupt- von Seitenschiff trennte.
Das Querschiff, die Vorhalle zum Allerheiligsten (dem Chor und der Krypta), läuft auf seiner ganzen Länge von 55 m frei durch, ohne teilende Bögen und Säulen. An den Ostwänden der Querschiffflügel befinden sich zwei Nebenapsiden, die auch erhalten sind. Über den Nebenapsiden öffnet sich auf jeder Seite ein Vierpass. Auch im Querschiff gibt es das Dach und den Glockenturm (war vermutlich eine Holzkonstruktion), der sich über der Vierung erhob, nicht mehr. Auf diesem Turm soll sich eine vergoldete Hand befunden haben, die noch von Karl dem Großen stammte.
Der im Scheitelpunkt 22,5 m hohe Querhausostbogen öffnet sich zum 27 m langen Hochchor und der darunterliegenden dreischiffigen Krypta. Dies ist der älteste Bereich der Kirche, was man auch an den noch erhaltenen Säulen und den dazugehörigen Kapitellen erkennen kann. Hier sind die Zerstörungen sehr stark. Das Dach des Hochchors und der Apsis, der Altarsockel und das Gewölbe der Krypta sind nicht mehr vorhanden.

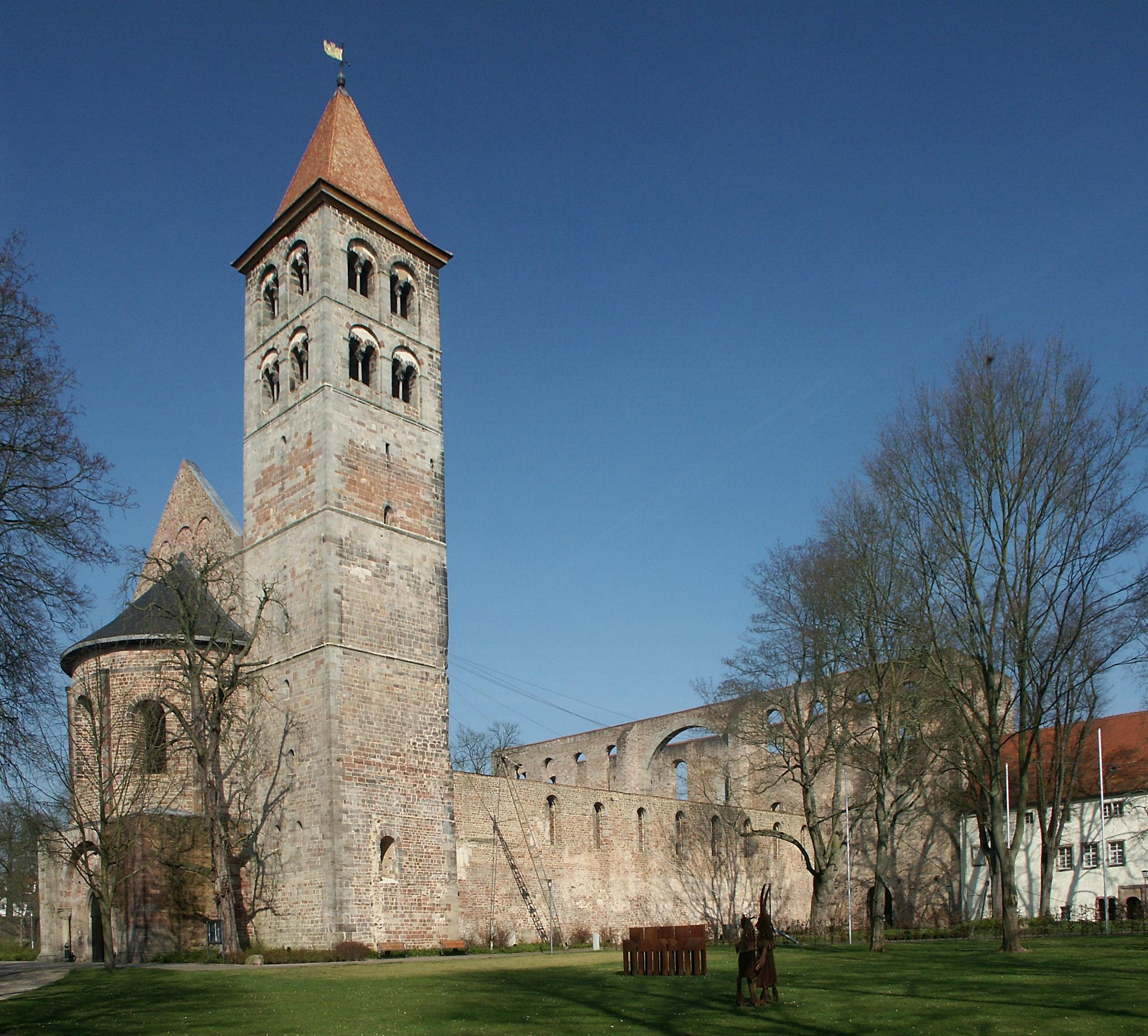
Ansicht von Südwesten: Westwerk mit Glockenturm, dahinter Langhaus und Querschiff
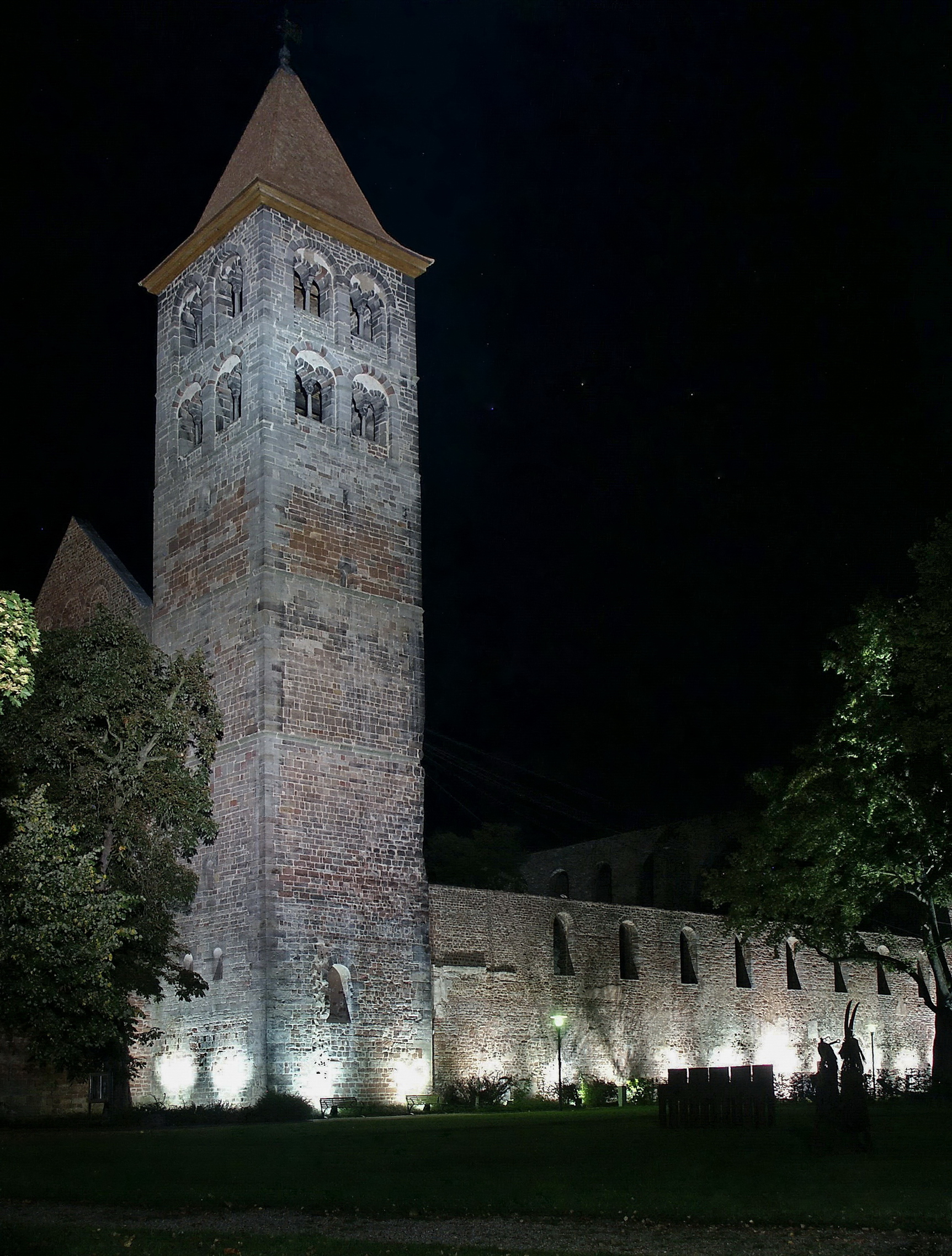
Ansicht von Südwesten bei Nacht
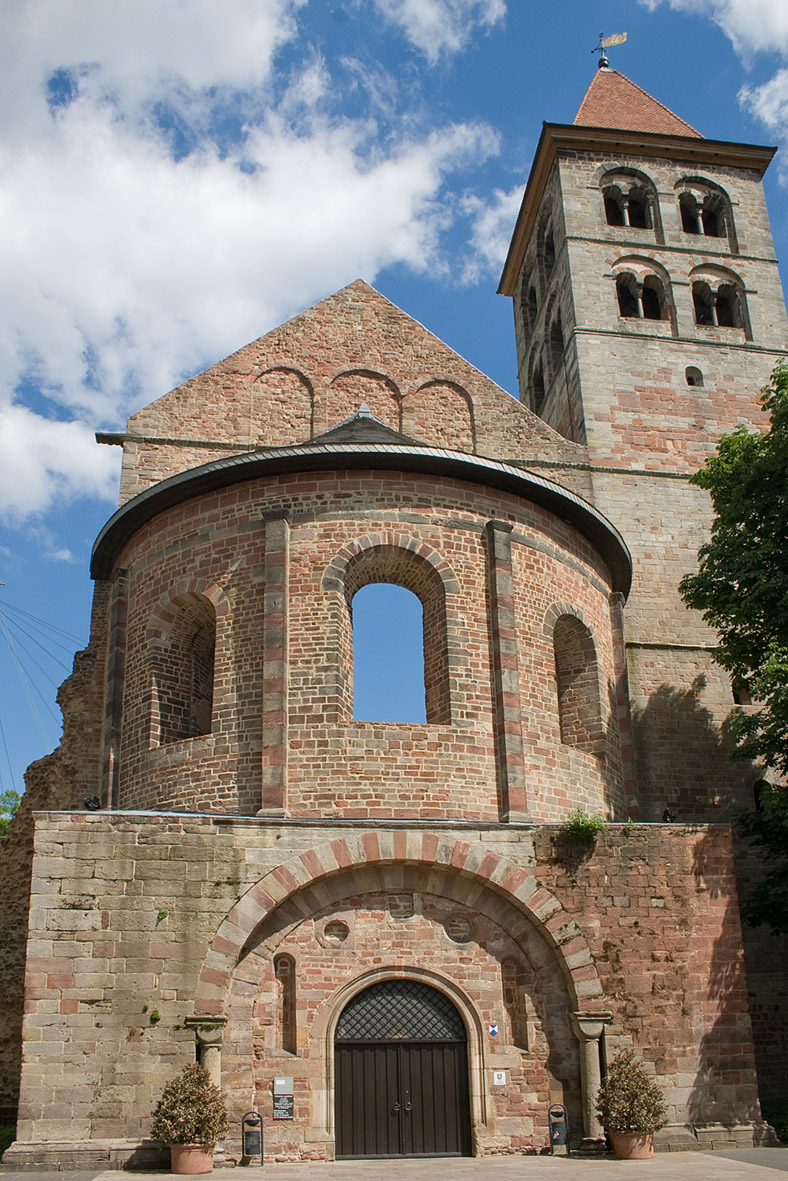
Westwerk und Glockenturm
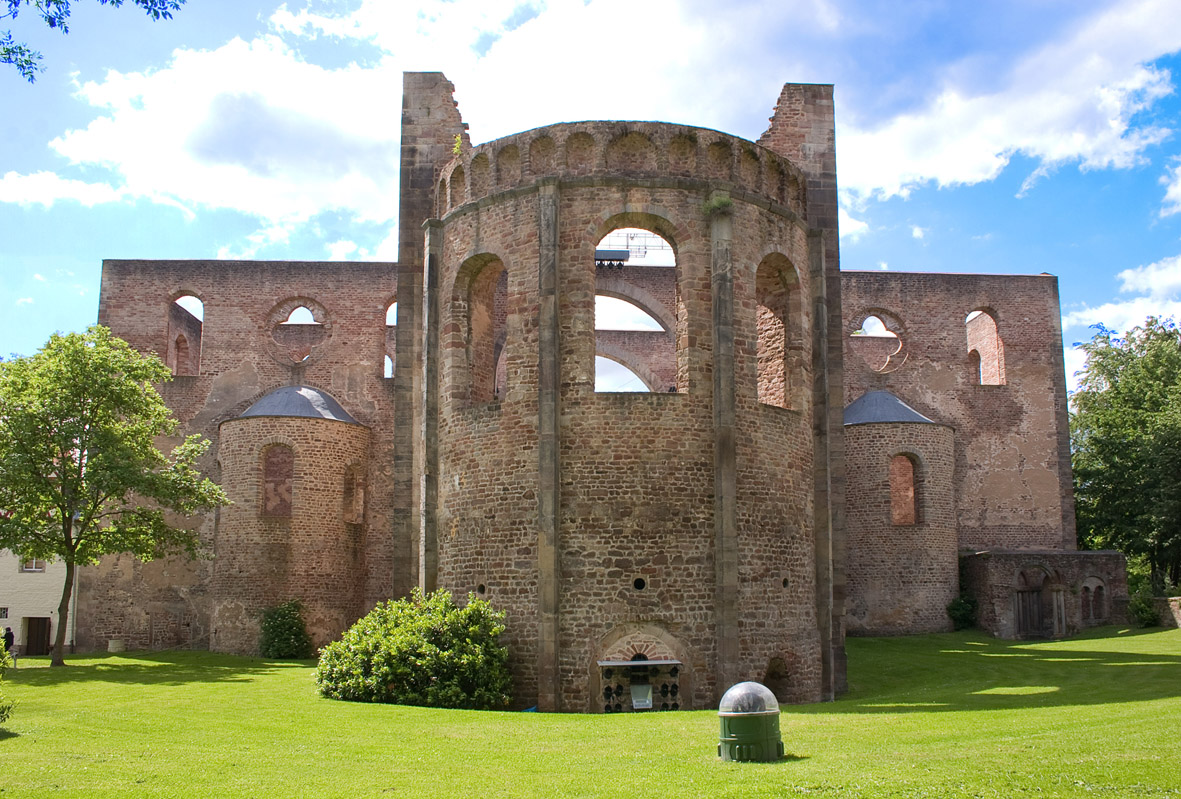
Ansicht von Osten: vorn die Apsis, im Hintergrund das Querschiff
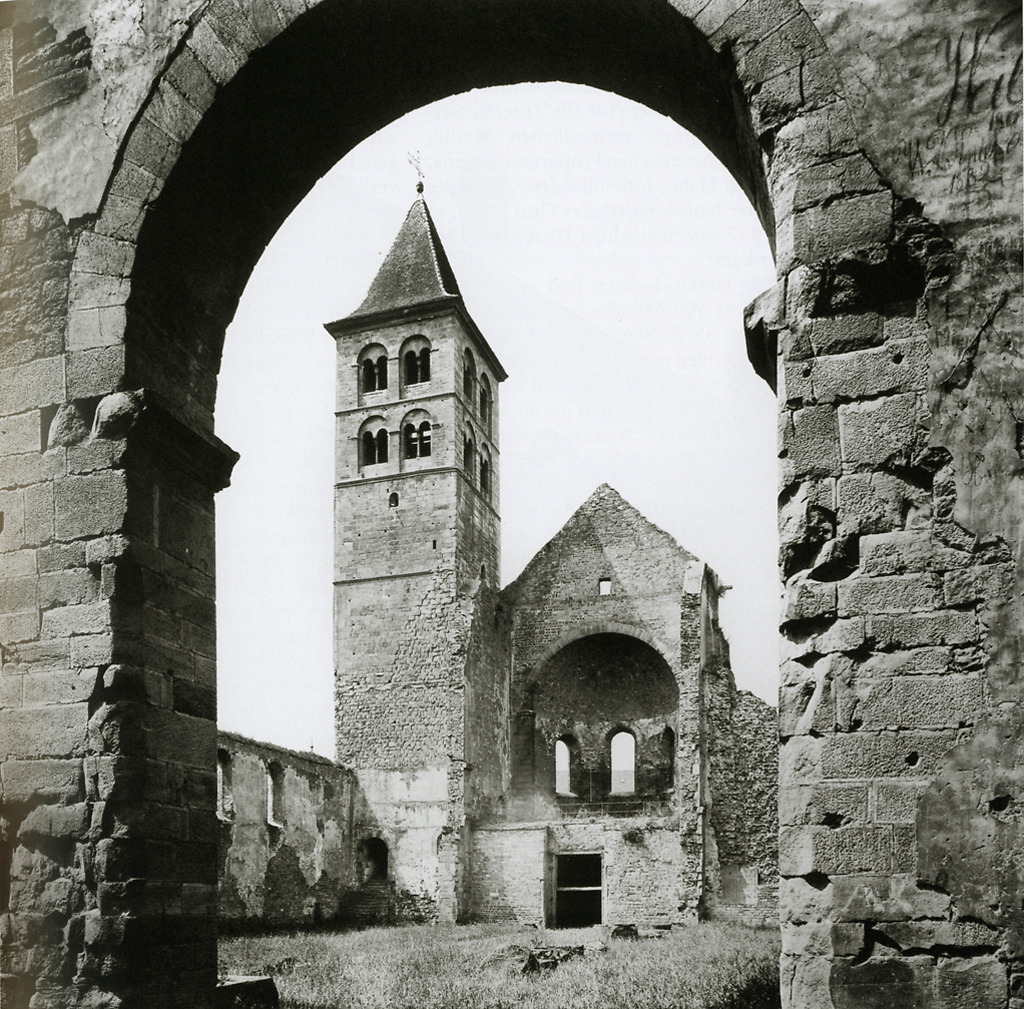
Glockenturm und Westwerk von innen gesehen (Fotografie: Albrecht Meydenbauer, um 1900)

### Katharinenturm

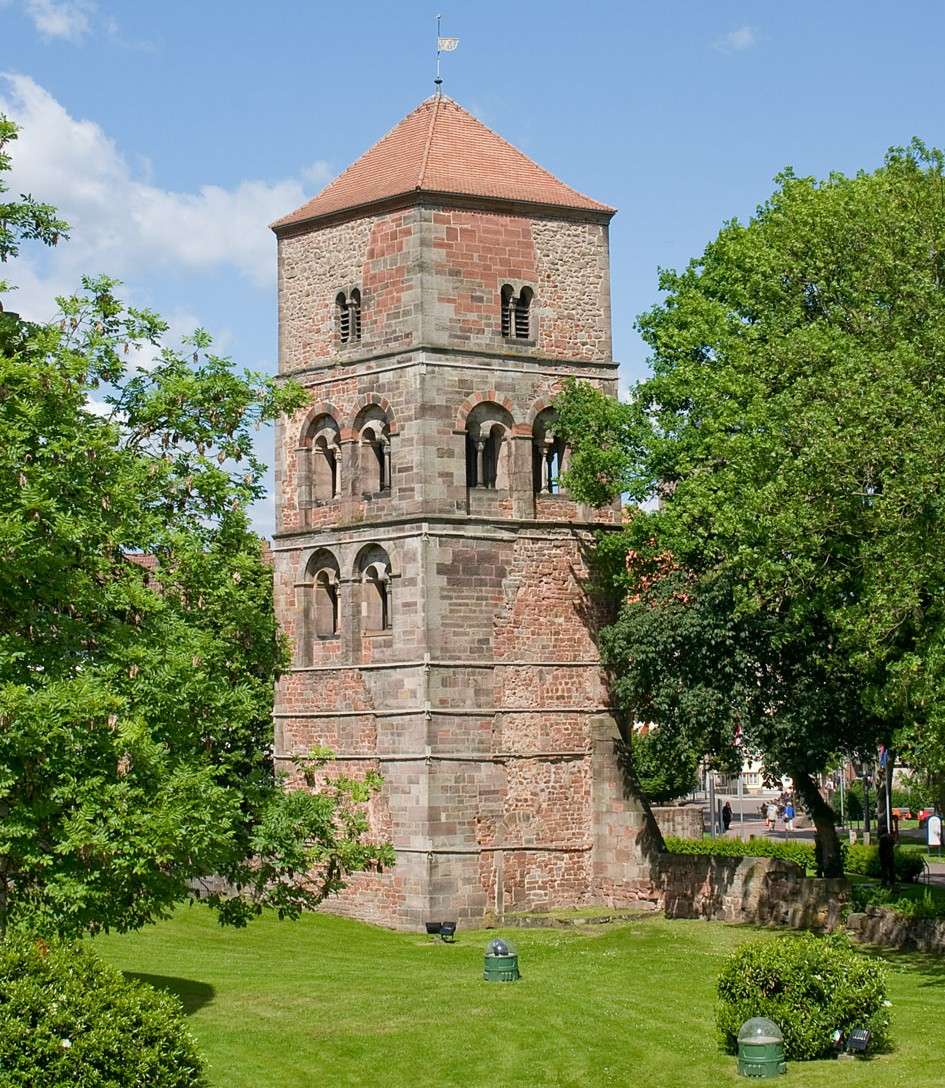
Katharinenturm des Klosters

Der Katharinenturm ist ein einzeln stehender Glockenturm an der Ostseite des ehemaligen Klostergeländes aus dem 12. Jahrhundert. In diesem Turm hängt die Lullusglocke, die älteste datierte Glocke Deutschlands. Abt Meginher ließ sie 1038 gießen. Die Inschrift auf der Glocke weist Meginher als amtierenden Abt und einen Gwenon als Gießer aus. Laut der Inschrift wurde die Glocke Maria gewidmet. Heute läutet diese Glocke nur noch wenige Male im Jahr:
- am 16. Oktober, zum Todestag von Lullus, um 12:00 Uhr,
- an kirchlichen Hochfesten (Weihnachten, Ostersonntag, Pfingstsonntag) um 12:00 Uhr,
- zum Jahreswechsel an Silvester um 24:00 Uhr.

Das erste Obergeschoss des Turmes wurde lange Zeit als Gefängniszelle verwendet. Unter anderen war hier, in der Nacht vom 3. auf den 4. Oktober 1849, der badische Schriftsteller und Freiheitskämpfer Gottfried Kinkel inhaftiert. Er wurde von preußischen Truppen in das Gefängnis nach Spandau gebracht. Bis in das 20. Jahrhundert hinein war die Zelle der Karzer der alten Klosterschule (heute Konrad-Duden-Schule).

### Klostergebäude

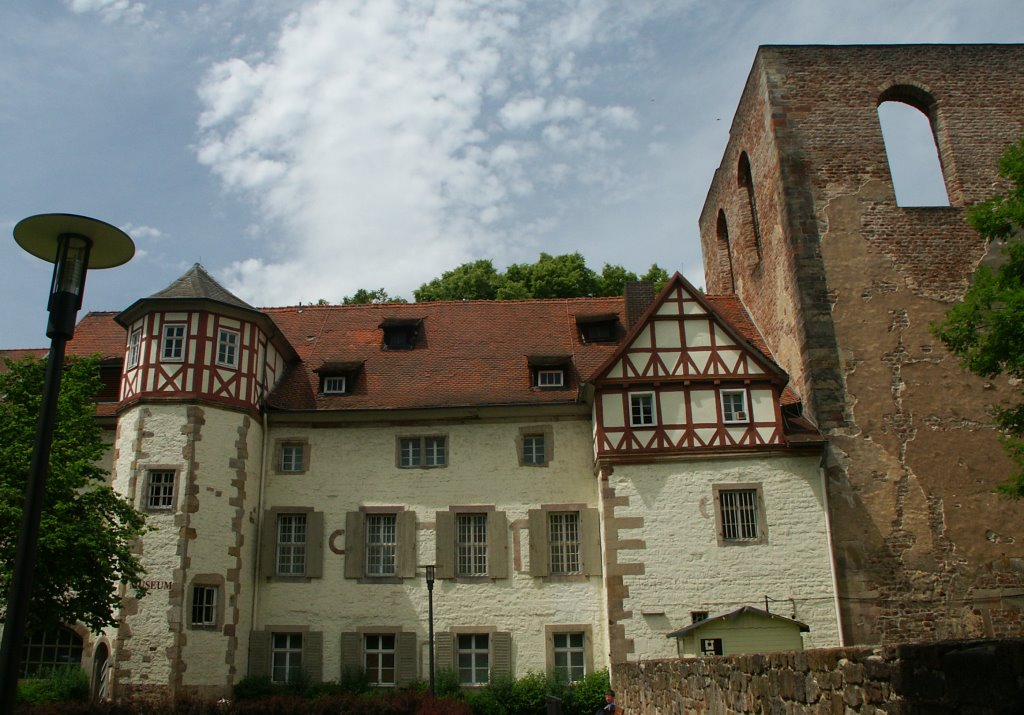
Ostflügel des Klostergevierts

Von den Klostergebäuden steht außer dem Katharinenturm nur noch der Ostflügel des romanischen Klostergevierts, das in Verlängerung des südlichen Querhauses steht. In dem Gebäude ist heute das Museum untergebracht.
Hier sind im ersten Stock in einer Altarnische (Abtskapelle genannt) noch Ausmalungen erhalten, die in die Zeit von Abt Godehard datiert werden. Im Gewölbe ist der thronende Christus flankiert von den neun Engelschören dargestellt. Die Heilstaten Christi zieren die Seitenflächen der Nische. Die Wandbemalungen wurden im Jahre 1930 wiederentdeckt.

## Erhalten gebliebene Ausstattung
Im Jahre 1623 wurde ein Depot mit kirchlichen Gewändern und Reliquien in einem Gewölbe vermauert aufgefunden und nach Fulda und München gebracht. Ob hier auch Reliquien der romanischen Stiftskirche, der Heiligen Wigbert und Lullus, enthalten waren, ist unbekannt.
Im Westchor stand ein gotisches Taufbecken, das heute im Marburger Universitätsmuseum aufbewahrt wird.
Die Seitenflügel eines hochgotischen Wandelaltars (um 1480) mit verschollenem Hauptgemälde, vermutlich einer geschnitzten Kreuzigungsszene, sind bis heute erhalten geblieben. Er stammt wahrscheinlich aus der Stiftskirche, wird einem Schüler des Erfurter „Reglermeisters“ zugeschrieben und befindet sich im Landesmuseum Kassel.
Der zweiflüglige Altar ist mit acht kostbar und detailfreudig gearbeiteten Bildern ausgestattet, die auf der Festtagsseite Szenen aus den letzten Tagen Jesu Christi darstellt. Die vier Bilder des linken Flügels zeigen Jesus bei Pilatus, seine Geißelung, die Dornenkrönung und die Kreuzigung. Der rechte Flügel enthält die Bilder der Beweinung, der Auferstehung, der Himmelfahrt und der Ausgießung des heiligen Geistes. Die Alltagsseite der Flügel zeigen deutlich schlichter gestaltete männliche und weibliche Heilige.

## Festspiele

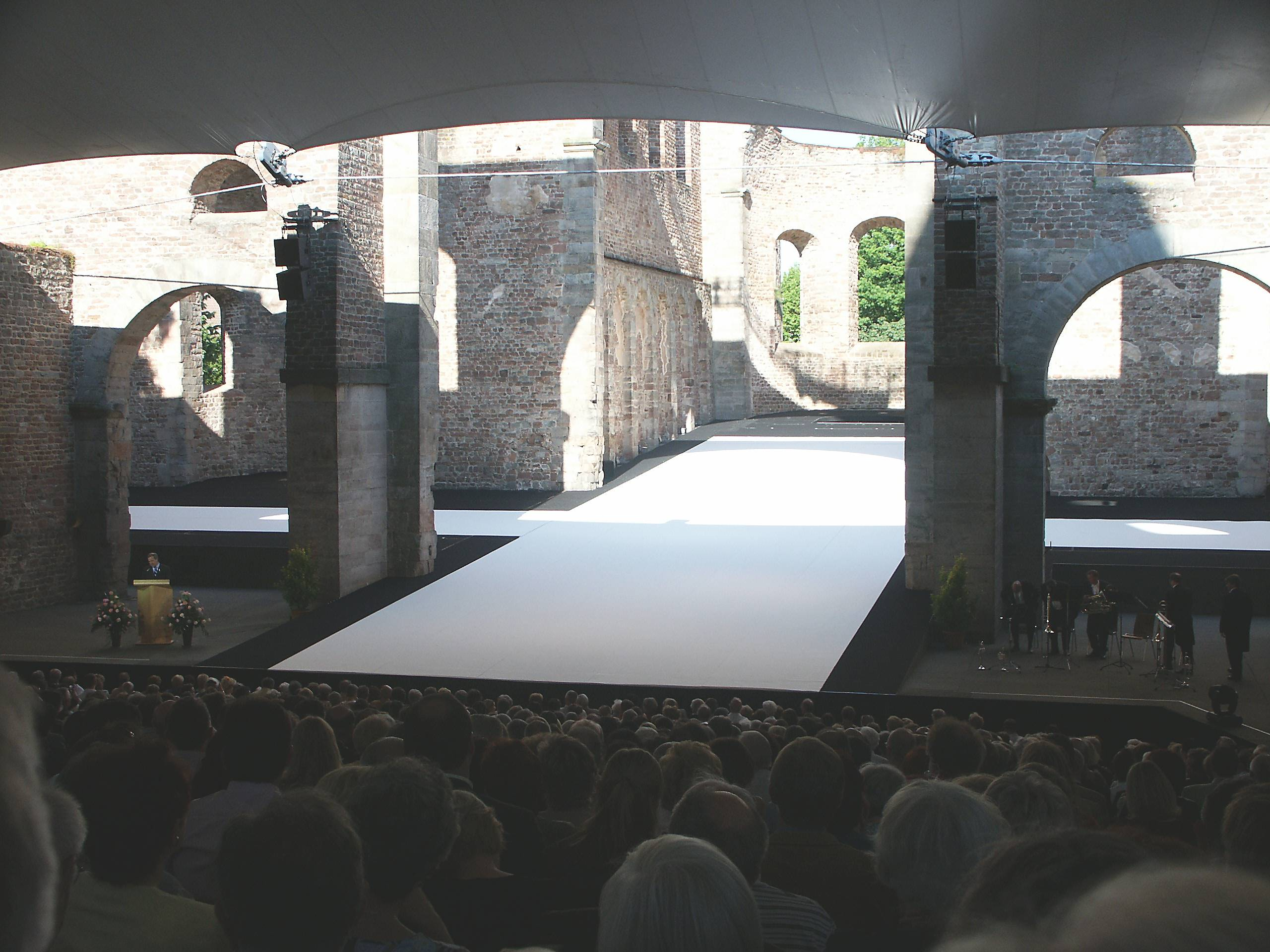
Festspielbühne in der Stiftsruine, vorn das Langhaus als überdachter Zuschauerraum

Hin und wieder fanden in der Ruine festliche Veranstaltungen und Choralaufführungen statt. So fanden bspw. im August 1936 achttägige Festspiele unter der Leitung von Wilhelm Leyhausen statt. Dabei führte der Berliner Sprechchor das Stück Der gefesselte Prometheus von Aischylos in den Ruinen von Hersfeld auf. Auch Auszüge aus beiden Teilen von Goethes Faust, Szenen aus Pandora sowie Musikstücke von Schubert, Hebbel und Beethoven wurden gespielt. Dies griff man nach dem Zweiten Weltkrieg wieder auf und veranstaltet dort seit 1951 die Bad Hersfelder Festspiele.
Der Zuschauerbereich im Langhaus kann seit 1968 in der Festspielsaison mit einem 1400 m2 großen Zeltdach überdacht werden. Dazu steht an der nördlichen Außenseite des Langhauses ein 36 m hoher Mast, der das Zeltdach über ein Seilsystem trägt. Konstrukteur des Zeltdachs, das mit Hilfe von 22 Elektromotoren aus- und eingefahren werden kann, ist der Architekt Frei Otto.